# Nordea Nordic Light Open
Nordea Nordic Light Open je zaniklý ženský tenisový turnaj WTA Tour, který se hrál venku na tvrdém povrchu v letech 2002–2008. Konal se ve švédském Stockholmu s účastí třiceti dvou tenistek ve dvouhře a šestnácti párů ve čtyřhře. První dva ročníky se uskutečnily ve finském Espoo. Řadil se do kategorie Tier IV.
Po odkoupení turnajových práv jej od roku 2009 nahradila ženská část turnaje Swedish Open.
V roce 2007 na tomto turnaji odehrála svůj první zápas hlavní soutěže v rámci profesionálního okruhu WTA Češka Petra Kvitová, když v prvním kole podlehla Polce Martě Domachowské po setech 6:4, 3:6, 1:6.

## Vítězky

### Dvouhra
| Místo     | Rok  | Vítězka                 | Finalistka           | Výsledek         |
| --------- | ---- | ----------------------- | -------------------- | ---------------- |
| Espoo     | 2002 | Světlana Kuzněcovová    | Denisa Chládková     | 0–6, 6–3, 7–6(2) |
| Espoo     | 2003 | Anna Smašnova-Pistolesi | Jelena Kostanićová   | 4–6, 6–4, 6–0    |
| Stockholm | 2004 | Alicia Moliková         | Teťana Perebijnisová | 6–1, 6–1         |
| Stockholm | 2005 | Katarina Srebotniková   | Anastasija Myskinová | 7–5, 6–2         |
| Stockholm | 2006 | Čeng Ťie                | Anastasija Myskinová | 6–4, 6–1         |
| Stockholm | 2007 | Agnieszka Radwańska     | Věra Duševinová      | 6–1, 6–1         |
| Stockholm | 2008 | Caroline Wozniacká      | Věra Duševinová      | 6–0, 6–2         |
| Stockholm | 2009 | nekonán                 | nekonán              | nekonán          |

### Čtyřhra
| Místo     | Rok  | Vítězky                                   | Finalistky                                     | Výsledek         |
| --------- | ---- | ----------------------------------------- | ---------------------------------------------- | ---------------- |
| Espoo     | 2002 | Arantxa Sánchezová Světlana Kuzněcovová   | Eva Besová María Martínezová                   | 6–3, 6–7(5), 6–3 |
| Espoo     | 2003 | Olena Tatarkovová Jevgenija Kulikovská    | Teťana Perebijnisová Silvija Talajová          | 6–2, 6–4         |
| Stockholm | 2004 | Alicia Moliková Barbara Schett            | Anna-Lena Grönefeldová Emmanuelle Gagliardiová | 6–3, 6–3         |
| Stockholm | 2005 | Émilie Loitová Katarina Srebotniková      | Eva Birnerová Mara Santangelová                | 6–4, 6–3         |
| Stockholm | 2006 | Eva Birnerová Jarmila Gajdošová           | Jen C’ Čeng Ťie                                | 0–6, 6–4, 6–2    |
| Stockholm | 2007 | Anabel Medinaová Virginia Ruanová         | Chin Wei Chan Teťana Lužanská                  | 6–1, 5–7, [10–6] |
| Stockholm | 2008 | Iveta Benešová Barbora Záhlavová-Strýcová | Petra Cetkovská Lucie Šafářová                 | 7-5, 6-4         |
| Stockholm | 2009 | nekonán                                   | nekonán                                        | nekonán          |